# Gesellschaft für Neurootologie und Aequilibriometrie

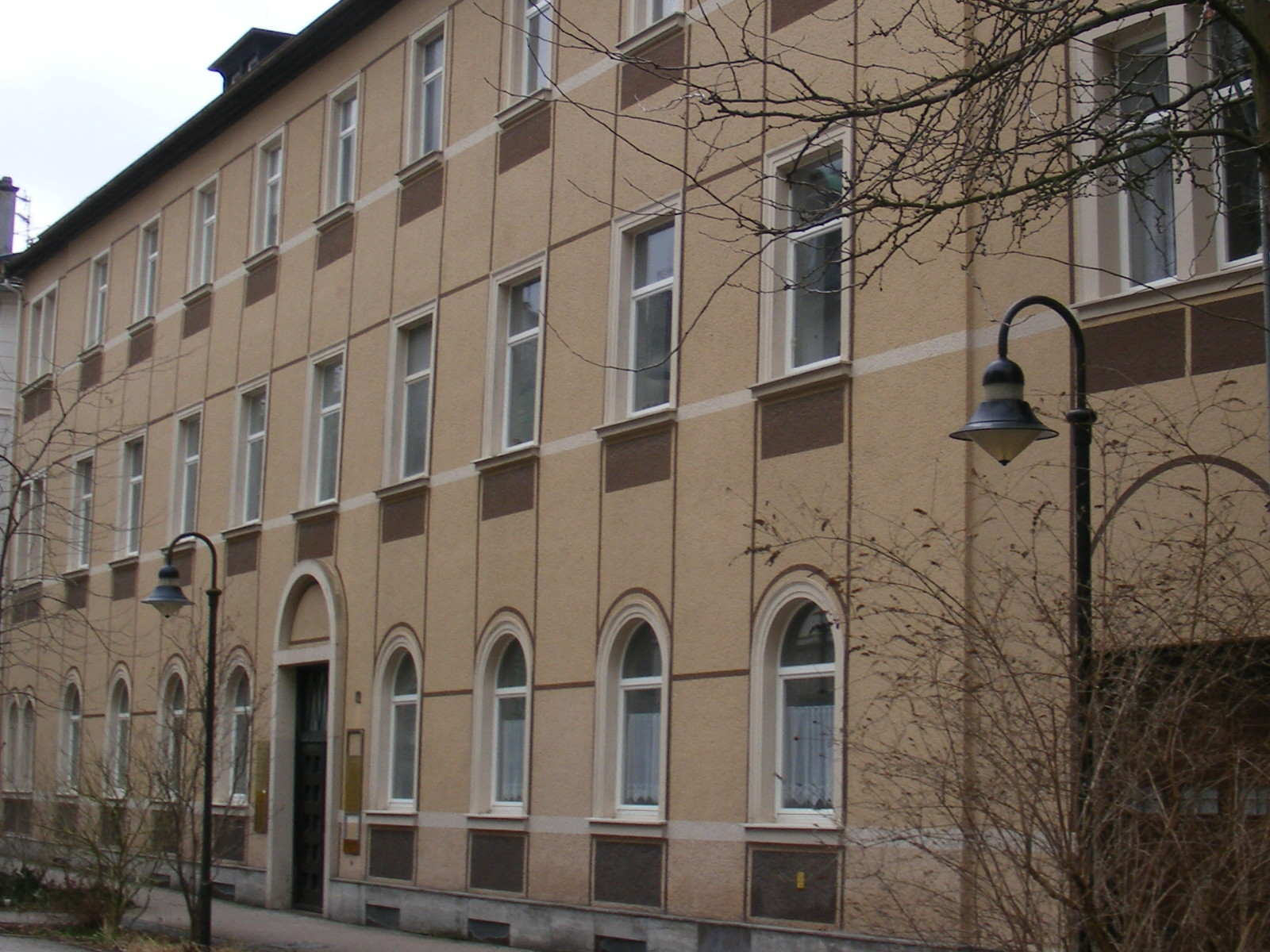
Das Gebäude, in dem sich die GNA befindet, teilt sich dieses mit der Gesellschaft zur Erforschung von Geruchs-, Geschmacks-, Gehör- und Gleichgewichtsstörungen

Die ehemals internationale Gesellschaft für Neurootologie und Aequilibriometrie (GNA), heute Neurootological and Equilibriometric Society (NES), wurde 1974 in der Rechtsform eines eingetragenen Vereins mit Sitz in Bad Kissingen gegründet. Mitte der 2010er Jahre wurde die Verlegung des Sitzes nach Budapest geplant. Im August 2015 war die ungarische Professorin Ágnes Szimai von der Semmelweis-Universität Budapest Präsidentin des Vereins. In der Vereinsdatenbank der Stadt Bad Kissingen wird der Verein nicht mehr geführt.

## Gründung
Während einer Zusammenkunft von neurootologieinteressierten Ärzten, medizinisch-technischen Assistenten und Ingenieuren wurde die Gesellschaft am 25. Mai 1974 im Kopfklinikum der Universität Würzburg gegründet. Ihr Präsident war zu Beginn der 2022 verstorbene Mitgründer Claus-Frenz Claussen (Bad Kissingen).

## Programm
Das Ziel der Gesellschaft war und ist die Förderung der klinischen Neurootologie in Praxis und Forschung. Zu diesem Zweck sollen interessierte Ärzte und medizinische Hilfskräfte in der Vorbereitung und Durchführung der neurootologischen Diagnostik unter besonderer Berücksichtigung der Gleichgewichtsprüfungen ausgebildet werden.
Vorangetrieben werden soll die Standardisierung klinischer Untersuchungsverfahren und Untersuchungsgeräte. Für die Diagnostik ist es notwendig, dass funktionsanthropometrische Standards zum Erkennen von normalem und gestörtem Kopfsinnesverhalten erarbeitet werden. Ferner beschäftigt sich die Gesellschaft mit der Begutachtung von neurootologischen Funktionsstörungen.
Ein weiterer Bereich der Aktivitäten erstreckt sich auf die Auswahl von Bewerbern für Berufe mit besonderen Funktionsbelastungen auf dem Gebiet der neurootologisch erfassbaren Sinnesfunktionen. Schließlich beschäftigt sich die Gesellschaft auch fortlaufend mit der Brücke zu neuen Technologien im Hinblick auf die Vermeidung von Desorientierungsbelastungen für Menschen.
Insbesondere auf Anregung von Juan Manuel Tato (1902–2004) und Claus Claussen wurde darauf hingewirkt, dass diese Gesellschaft eine offene Gesellschaft sein soll, in der Interessierte aus aller Welt ihre Erkenntnisse, Fragen und Hypothesen auf dem Gebiet der Neurootologie vorstellen und diskutieren können. 
Heute hat die GNA Mitglieder aus der ganzen Welt. Um den Meinungsaustausch so offen wie möglich zu halten, wurde von Anfang an beschlossen, mehrsprachig zu verhandeln. Als offizielle Verhandlungssprachen für die Gesellschaft wurden Deutsch, Englisch, Französisch und Spanisch satzungsgemäß zugelassen.
Der Verein will seine Ziele nicht nur durch wissenschaftliche Tagungen, sondern auch durch Fortbildungskurse und ein eigenes Publikationsorgan verfolgen (siehe unten).

### Ziele
Zu den Zielen der GNA gehören neben der Auswertung der Grundlagenforschung und der klinischen Forschung auch die Förderung der klinischen Neurootologie einschließlich ihrer vier Hauptrichtungen Äquilibriometrie, Audiometrie, Olfaktometrie und Gustometrie sowie die Ausbildung von interessierten Ärzten und medizinischem Assistenzpersonal. Besonderen Wert legt die GNA auch auf die Verbreitung moderner Erkenntnisse auf dem Gebiet der Behandlung neurootologischer Erkrankungen.

### Fortbildungen
Seit Gründung der GNA fanden jährliche Fortbildungstagungen statt, alle zwei Jahre in Bad Kissingen und in den übrigen Jahren jeweils in einem anderen Land. So gab es seit 1976 Tagungen in Cádiz (Spanien), Turku (Finnland), Bombay (Indien), Leuven (Belgien), New Orleans (USA), São Paulo (Brasilien), Iraklio (Kreta, Griechenland), Budapest (Ungarn), Linköping (Schweden), Saitama (Japan), Haifa (Israel), Anaheim (USA), Alghero (Sardinien, Italien), Porto (Portugal), Melbourne (Australien), Kiew (Ukraine), Guadalajara (Mexiko), Nancy (Frankreich), Bydgoszcz (Polen) und Prag (Tschechien).

### Publikationen
Der Neurootology Newsletter soll – unterstützend zu den Tagungsbänden der GNA – den wissenschaftlichen Austausch innerhalb der Gesellschaft fördern.

### Ehrungen
Seit 1980 ehrt die Gesellschaft erfahrene Neurootologen, die durch ihre Arbeit und ihr Beispiel die Neurootologie in der Forschung oder der Klinik wesentlich gefördert und vorangebracht haben. Die zu Ehrenden werden jeweils zwei Jahre zuvor auf der Mitgliederversammlung in Bad Kissingen bestimmt.